# Stefanie Sun
Stefanie Sun, właściwie Sun Yanzi (chiń. upr. 孙燕姿; chiń. trad. 孫燕姿, pinyin: Sūn Yanzī, teochew: Sng Yì-che, ur. 23 lipca 1978 w Singapurze) – singapurska wokalistka popowa.
Jest absolwentką Nanyang Technological University w Singapurze. Debiutowała albumem Yan Zi w 2000 roku.

## Dyskografia

### Albumy
- Yan Zi (9 czerwca 2000)
- My Desired Happiness (9 grudnia 2000)
- Kite (12 lipca 2001)
- Start (5 stycznia 2002)
- Leave (21 maja 2002)
- To Be Continued... (10 stycznia 2003)
- The Moment (22 sierpnia 2003)
- Stefanie (28 października 2004)
- A Perfect Day (7 listopada 2005)
- My Story, Your Song (26 września 2006)
- Against the Light (22 marca 2007)
- It’s Time (8 marca 2011)
- Kepler (27 lutego 2014)